# Пикенброк, Ганс
Ганс Пикенброк (нем. Hans Piekenbrock; 3 октября 1893, Эссен — 16 декабря 1959, Эссен) — немецкий разведчик, генерал-лейтенант Вермахта, с 1936 по 1943 годы — начальник отдела военной разведки Абвера (А-I), одновременно, заместитель начальника Абвера (адмирала Канариса).

## Биография
Родился 3 октября 1893 года в Эссене, Германская империя.
В 1913 году вступил фаненюнкером в 11-й гусарский (2-й Вестфальский) полк. Участник Первой мировой войны, в октябре 1915 года произведен в лейтенанты. В 1918 году полковой адъютант. За годы войны награждён Железными крестами 1-го и 2-го класса.
В 1918—1919 годах состоял членом Добровольческого корпуса, участвовал в уличных боях в составе гвардейской кавалерийской стрелковой дивизии. После демобилизации армии оставлен в рейхсвере, был начальником оперативного отдела штаба 18-й пехотной дивизии. С 1921 по 1926 годы занимал различные командно-штабные должности, служил в запрещенном победителями генеральном штабе в Берлине.
В 1927 году Пикенброк перешел в ведомство полковника фон Бредова («Секция иностранных армий»), представлявшее собой замаскированную разведслужбу.
1 октября 1936 года назначен начальником 1-го отдела (разведка) управления разведки и контрразведки (абвера), позже одновременно был заместителем начальника абвера адмирала Канариса. Организатор политической, технической и военной разведки за рубежом. Установил дружеские и деловые отношения с разведками стран-союзников, организовав получение разведывательной информации о противнике. Руководил разведывательными акциями во многих странах мира. Один из организаторов «пятых колонн».
Непосредственно руководил операциями абвера накануне и во время Великой Отечественной войны. В 1943 году снят с должности за ошибочные разведданные касающиеся потенциала СССР.
С марта 1943 года командир пехотного полка на советско-германском фронте. С 22 июня 1943 года командир 208-й пехотной дивизии, действовавшей на центральном, с октября 1943 года — на южном участке советско-германского фронта.
В мае 1944 награждён Рыцарским крестом Железного креста за отличия в боях в районе Каменец-Подольска.
Взят в плен на территории Чехословакии советскими войсками.
На Нюрнбергском процессе по делу главных военных преступников выступал в качестве свидетеля обвинения. Его показания о широкомасштабных диверсионно-разведывательных операциях, проведенных Абвером и ОКВ на территории СССР, широко использовались обвинением советской стороны.
Содержался в тюрьмах в Москве и Владимире. 26 марта 1952 года Военной коллегией Верховного суда СССР приговорен к 25 годам заключения в лагерях. 11 октября 1955 года передан в качестве неамнистированного заключенного ФРГ и в том же году освобожден.
Западногерманская пресса чрезмерно героизировала Пикенброка как «вырвавшегося из сталинских лагерей», правительство ФРГ выплатило ему крупную материальную компенсацию и назначило генеральскую пенсию. Умер Ганс Пикенброк в 1959 году в Эссене в возрасте 66 лет.

## Награды Ганса Пикенброка
- Железный крест 2-го класса
- Железный крест 1-го класса
- Рыцарский крест Железного креста (1944)
- другие награды.

## Попытка реабилитации
Осенью 2014 года Верховный Суд Российской Федерации рассмотрел по заявлению активиста немецкой общественной организации «Саксонский мемориал» Хейко Зура дело о посмертной реабилитации Пикенброка. Слушание проходило в закрытом режиме, а само дело имело гриф «совершенно секретно». 11 ноября 2014 года Верховный суд, учитывая отрицательное заключение Главной военной прокуратуры РФ, в реабилитации генерала отказал. По мнению Главного военного прокурора России С. Н. Фридинского, «Пикенброк был обоснованно привлечен к уголовной ответственности за шпионаж и участие в планировании, подготовке и ведении агрессивной войны против СССР. В соответствии с российским законодательством он реабилитации не подлежит».